# Nógrádsáp, Nógrád
Nógrádsáp  este un sat în districtul Rétság, județul Nógrád, Ungaria, având o populație de 927 de locuitori (2011). 

## Demografie
Componența etnică a satului Nógrádsáp
     Maghiari (85,79%)
     Slovaci (13,76%)
     Germani (0,45%)
Componența confesională a satului Nógrádsáp
     Fără religie (2,7%)
     Luterani (2,05%)
     Reformați (1,08%)
     Necunoscută (93,74%)
     Atei (0,43%)
     Alte religii (0,32%)
Conform recensământului din 2011, satul Nógrádsáp avea 927 de locuitori. Din punct de vedere etnic, majoritatea locuitorilor (85,79%) erau maghiari, cu o minoritate de slovaci (13,76%). Nu există o religie majoritară, locuitorii fiind persoane fără religie (2,7%), luterani (2,05%) și reformați (1,08%). Pentru 93,74% din locuitori nu este cunoscută apartenența confesională.